# Союз комітетів солдатських матерів Росії
Союз комітетів солдатських матерів Росії, до 1998 року Комітет солдатських матерів Росії — правозахисна та благодійна громадська організація, створена в 1989 році і зареєстрована як загальноросійська організація у 1991 році.
Об'єднує понад 300 організацій солдатських матерів. Займається просвітницькою діяльністю у сфері захисту прав призовників, військовослужбовців та їхніх батьків, допомогою сім'ям військовослужбовців строкової служби, які постраждали внаслідок несення військової служби та потрапили в зони ведення військових дій. Спілка комітетів солдатських матерів - найбільша жіноча організація в Росії.

## Історія
З початком перебудови в Радянському Союзі стала широко розповсюджуватися інформація про нестатутні відносини в Радянській Армії та чисельні нез'ясовані випадки загибелі солдатів у мирний час. У квітні 1989 року по всьому Радянському Союзу розпочалися акції протесту матерів, дітей яких з порушенням закону забрали в армію із студентських аудиторій. В результаті цих акцій понад 17 тисяч студентів повернулися на рік раніше з армії і змогли продовжити перерване навчання.  У зв'язку з цим у багатьох регіонах РРФСР були проведені з'їзди та конференції, на яких було прийнято рішення про створення Загальноросійської громадської організації «Комітет солдатських матерів Росії». У вересні 1990 року Комітет провів Всесоюзний форум «Матері проти насильства. Яка армія нам потрібна». На форумі було запропоновано відмовитись від призову і перейти на контрактний набір у армію. За результатами форуму президент СРСР Михайло Горбачов у листопаді 1990 року підписав указ «Про реалізацію пропозицій Комітету солдатських матерів». Створена спеціальну комісію з розслідування загибелі і травматизму в армії та спеціальний пункт для солдатів і матросів, які рятуючись від дідівщини втекли з армії. На цих пунктах надано допомогу більше ніж 10 тисячам військовослужбовців 
У квітні 1991 р. пройшла установча конференція Загальноросійської громадської організації «Комітет солдатських матерів Росії» за участю депутатів Верховної Ради СРСР. Головою організації було обрано Марію Іванівну Кірбасову.
1 червня 1991 Міністерство юстиції РФ зареєстрована Загальноросійську громадську організацію «Комітет солдатських матерів Росії».
У 1993 р. КСМ Росії на чолі з М. І. Кірбасовою взяв участь у розслідуванні трагедії на острові Російському, де матроси вмирали від голоду.
Після початку Першої чеченської війни в грудні 1994 р. КСМ Росії виступив з «Зверненням про негайне виведення військ і припинення війни в Чечні». З ініціативи чеченського командування голові КСМ Росії Марії Кірбасовой були надані списки російських солдатів і офіцерів, що містяться в чеченському полоні. 3 січня 1995 було проведена перша антивоєнна хода Красною площею і Вахта пам'яті за всіма, загиблими в Чечні. 6 січня 1995 в зону бойових дій виїхала перша група батьків військовослужбовців на чолі з Марією Кірбасовой, яка перебувала в м. Грозному до 7 лютого 1995 р. з полону вдалося звільнити кілька десятків російських солдатів і офіцерів. Надалі КСМ Росії провів цілий ряд акцій проти війни в Чечні.
У 1995 році міжнародна правозахисна організація «Human Rights Watch» назвала Марію Кірбасову в числі десяти лідерів правозахисного руху світу. У 1996 році КСМ Росії був нагороджений Альтернативною Нобелівською премією «За гідне життя» (Right Livelihood Award).
У 1996 р. в регіональних відділеннях КСМ Росії організовано збір гуманітарної допомоги для мирного населення Чеченської республіки.
У 1999 р. КСМ Росії проводив збір підписів під зверненням проти бомбардувань Югославії авіацією НАТО.
У 2002 — 2005 роки КСМ Росії регулярно вирушала гуманітарна допомога у військові частини різних родів військ Росії.
З 2003 р. КСМ Росії очолює Тамара Юріївна Значкова

## Напрями діяльності
- Привернення уваги громадськості та влади до питань дотримання прав людини в збройних силах Російської Федерації.
- Надання правової допомоги та соціального захисту призовникам та військовослужбовцям, а також їх батькам.
- Надання матеріальної, соціальної та правової допомоги батькам загиблих в армії військовослужбовців.
- Надання матеріальної та моральної підтримки військовослужбовцям, які проходять службу в «гарячих точках».
- Виявлення фактів нестатутних відносин, юридична освіта військовослужбовців.
- Співпраця з різними правозахисними організаціями для надання допомоги в справі захисту прав людини в армії.
- Взаємодія з державними організаціями з метою участі у законотворчій діяльності, розробці законопроектів, здатних забезпечити правовий захист військовослужбовцям та їх родинам. [3]

Для ознайомлення батьків призовників із законами про військову службу залучаються адвокати, згодні працювати за невелику плату або на волонтерських засадах.  Організаціями на місцях проводяться благодійні акції з гуманітарної допомоги солдатам, які проходять військову службу.  

## Нагороди
- Медаль Шона Мак-Брайда (1995).
- Премія норвезького правозахисника Торольфа Рафто (1995)
- Альтернативна Нобелівська премія «Right Livelihood Award» (1996).